# 類波魚
類波魚（学名：Rasboroides vaterifloris），又稱珠點波魚，為輻鰭魚綱鯉形目鿕科的其中一個種，被IUCN列為瀕危保育類動物。

## 分布
本魚只分布斯里蘭卡的卡魯河到 Nilwala 河流域。

## 特徵
本魚體呈橘紅色、粉紅色或藍色，魚鰭呈紅色，尾柄細長，眼大，嘴唇突出。雄魚體色較雌魚鮮艷。體長約4公分。

## 生態
本魚棲息於森林茂水質盛富含淤泥或樹葉的溪流，屬雜食性，以昆蟲與碎屑等為食。

## 經濟利用
為觀賞性魚類。